# Lijst van beschermd erfgoed in Paliseul
Onderstaande tabel geeft een overzicht van de beschermde erfgoederen in de gemeente Paliseul. Het beschermd erfgoed maakt onderdeel uit van het cultureel erfgoed in België.
| Object | Bouwjaar/architect | Deelgemeente | Adres                                                                                  | Coördinaten                   | Nummer?                | Afbeelding |
| --- | ------------------ | ------------ | -------------------------------------------------------------------------------------- | ----------------------------- | ---------------------- | --- |
| Bos van Houmont |                    |              |                                                                                        | 49° 57' 29" NB, 5° 10' 22" OL | 84050-CLT-0001-01 Info | |
| Kerk Saint-Remacle |                    |              |                                                                                        | 49° 56' 4" NB, 5° 7' 7" OL    | 84050-CLT-0003-01 Info | |
| Instelling beschermingszone rond de kerk Saint-Remacle |                    |              |                                                                                        | 49° 56' 2" NB, 5° 7' 7" OL    | 84050-CLT-0004-01 Info | |
| Kerk Saint-Laurent: gevels en daken |                    |              |                                                                                        | 49° 57' 35" NB, 5° 7' 25" OL  | 84050-CLT-0005-01 Info | Kerk Saint-Laurent: gevels en daken |
| Kerkhofmuur en de trap naar de begraafplaats rond de kerk van Saint-Laurent en het ensemble van de kerk, de begraafplaats en het grasveld gelegen tussen de muur van de begraafplaats en wegen, waaronder de ruimte in de helling langs de rue Porcheresse. Oprichting van een beschermingszone beperkt tot de gevels van de gebouwen in de straten rond de kerk ende brug over de Our. |                    |              |                                                                                        | 49° 57' 35" NB, 5° 7' 25" OL  | 84050-CLT-0006-01 Info | Kerkhofmuur en de trap naar de begraafplaats rond de kerk van Saint-Laurent en het ensemble van de kerk, de begraafplaats en het grasveld gelegen tussen de muur van de begraafplaats en wegen, waaronder de ruimte in de helling langs de rue Porcheresse. Oprichting van een beschermingszone beperkt tot de gevels van de gebouwen in de straten rond de kerk ende brug over de Our. |
| Kapel Saint-Roch en de omliggende muur |                    |              | rue Saint-Roch (M) et ensemble formé par cette chapelle et la plaine qui l'entoure (S) | 49° 54' 16" NB, 5° 8' 22" OL  | 84050-CLT-0007-01 Info | Kapel Saint-Roch en de omliggende muur |
| Brug Marie-Thérèse ten westen van de molen van Wes-el-Vaux en het ensemble van de brug en zijn omgeving |                    |              |                                                                                        | 49° 58' 26" NB, 5° 11' 20" OL | 84050-CLT-0008-01 Info | Brug Marie-Thérèse ten westen van de molen van Wes-el-Vaux en het ensemble van de brug en zijn omgeving |
| Brug de la Justice "Vieux Pont" en het ensemble van de brug en zijn omgeving |                    |              |                                                                                        | 49° 57' 59" NB, 5° 11' 38" OL | 84050-CLT-0009-01 Info | Brug de la Justice "Vieux Pont" en het ensemble van de brug en zijn omgeving |
| Brug van Beth over de Oûr en het ensemble van de brug en zijn omgeving |                    |              |                                                                                        | 49° 56' 37" NB, 5° 7' 22" OL  | 84050-CLT-0010-01 Info | |